# Pristurus guichardi
Pristurus guichardi es una especie de gecos de la familia Sphaerodactylidae.

## Distribución geográfica yhábitat
Es endémica de Socotra (Yemen). Su rango altitudinal oscila entre 90 y 1030 m s. n. m..